# Antharmostes
Antharmostes is een geslacht van vlinders van de familie spanners (Geometridae), uit de onderfamilie Geometrinae.

## Soorten
- A. alcaea Prout, 1930
- A. dargei Herbulot, 1982
- A. interalbicans Warren, 1902
- A. marginata (Warren, 1897)
- A. mesoleuca Warren, 1899
- A. orinophragma Prout, 1930
- A. papilio Prout, 1912
- A. reducta Herbulot, 1996
- A. simplicimargo Prout, 1917
- A. sufflata Herbulot, 1982
- A. tutsiana Herbulot, 1996